# Scufundare în peșteri

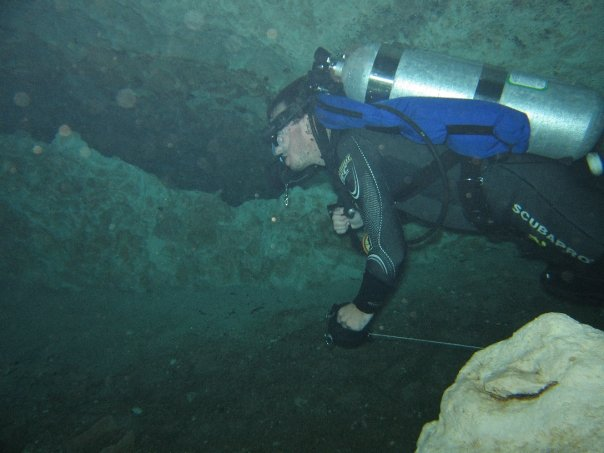
Scafandru într-un sifon submers folosind firul ghid

Scufundarea în peșteri sau scufundarea speologică este scufundarea efectuată pentru explorarea și cercetarea peșterilor și sifoanelor submerse.

## Istorie
Utilizarea aparatului autonom de scufundare pentru speologie datează de la începutul anilor 1950. Speologia subacvatică care a luat astfel naștere, se ocupă cu explorarea și investigarea științifică a peșterilor submerse, a galeriilor și sifoanelor scufundate. În ultimul timp, speologia subacvatică s-a dezvoltat ca o parte separată a speologiei, creând un câmp larg de cercetare și impunând propriile metode de explorare.

## Pericole
Efectuarea acestui tip de scufundare presupune o cunoaștere în profunzime a pericolelor ce pot apărea și a faptului că este absolut necesar de a nu se practica decât cu o pregătire de specialitate. De asemenea, asigurarea că toate mijloacele de securitate referitoare la echipamentul specific și scafandri, au fost foarte bine stabilite.

## Antrenament
Scafandrii care vor să efectueze astfel de scufundări trebuie să realizeze un stagiu de perfecționare, în cadrul unei școli specializate în predarea acestui tip de scufundări.
Scufundarea în peșteri necesită de multe ori, datorită parcurgerii unor distanțe lungi în galerii și sifoane, utilizarea de aparate autonome de respirat sub apă ce folosesc și alt amestec respirator decât aer (Nitrox, Heliox), sau recirculatoare pentru prelungirea timpului de imersie prin evitarea eliminării gazului expirat în mediul ambiant și reciclarea lui în aparat. 

Scufundarea în peșteri necesită, din partea celui care o efectuează, atât calitatea de scafandru excelent cât și calitatea de speolog. 
Peșterile submerse din România sunt de următoarele tipuri: 
- peșteri de abraziune marină (Peștera Rapanelor de la Costinești);
- tuburi subacvatice de lavă (în Munții Zarandului);
- peșteri carstice, care sunt cele mai numeroase, conținând cea mai mare parte a sifoanelor, galeriilor și puțurilor submerse.

Pentru a fi efectuate în condiții de siguranță, explorarea și cercetarea peșterilor și sifoanelor submerse trebuie făcută numai de către scafandri experimentați, care posedă cunoștințele necesare și procedeele specifice unor scufundări în spații închise.
Procedeele specifice scufundării în peșteri includ: 
- folosirea „firului ghid” (saulei călăuză) care asigură legătura directă a scafandrului cu suprafața;
- calcularea consumului de aer utilizând „regula treimii” care constă în folosirea unei treimi din rezerva de aer din butelii pentru înaintare, iar restul de două treimi pentru întoarcere, mai precis o treime pentru întoarcerea propriu-zisă și o treime ca rezervă pentru situații neprevăzute;
- folosirea unei rezerve secundare de aer comprimat;
- antrenamente specifice și penetrarea în mod progresiv pentru a evita apariția panicii;
- folosirea a trei surse de lumină independente;
- posedarea unui bun control al flotabilității și a procedeelor de scufundare pentru a evita deranjarea particulelor fine de sediment și deci trecerea lor în suspensie, lucru care ar conduce la o scădere importantă a transparenței apei.

Problemele de logistică specifică scufundărilor în peșteri pot fi, printre altele: 
- adaptarea echipamentului și a procedeelor de scufundare la condițiile morfologice și hidrologice specifice;
- planificarea corespunzătoare a scufundării;
- organizarea optimă a expedițiilor;
- alegerea scufundării solitare sau în echipă.

De asemenea, cunoștințele scafandrilor asupra circumstanțelor în care au avut loc diferite accidente, cât și analiza critică a lor, reprezintă o modalitate de creștere a siguranței scufundării în peșteri.
În România cluburile de speologie subacvatică din București, Oradea, Cluj-Napoca, Arad, Baia Sprie, Ștei ș.a., au o frumoasă și bogată activitate, oferind cursuri specializate de scufundări în peșteri.